# Moskee van Atban Bin Malik
De Moskee van Atban Bin Malik (Arabisch: مسجد عتبان بن مالك) is een van de historische moskeeën in Medina, Saoedi-Arabië. Het ligt 60 meter ten noorden van de Al Jum'ah-moskee.

## Geschiedenis
De vader van Atban Bin Malik, Malik bin Ijlan, behoorde tot de stam van Bani Salim en behoorde tot de leiders van de Ansaar. Atban vroeg de profeet Mohammed om naar zijn huis te komen en te bidden in een van de kamers, die dan in een gebedsruimte zou worden veranderd. Mohammed beloofde het hem, en hij ging met Abu Bakr om te bidden in een van de hoeken van zijn huis waar Atban naartoe wees. Atban volgde Mohammed en maakte een rij achter hem voor het gebed, en ze baden gezamenlijk. Daar hebben ze later de moskee gebouwd en deze is vernoemd naar Atban. Sindsdien is de moskee gerestaureerd.